# Micro (Caroline du Nord)
Micro est une ville américaine située dans le comté de Johnston dans l'État de Caroline du Nord. En 2010, sa population était de 441 habitants.

## Démographie
| 1900 | 1910 | 1920 | 1930 | 1940 | 1950 |
| ---- | ---- | ---- | ---- | ---- | ---- |
| 61   | 74   | 183  | 222  | 289  | 310  |

| 1960 | 1970 | 1980 | 1990 | 2000 | 2010 |
| ---- | ---- | ---- | ---- | ---- | ---- |
| 350  | 300  | 438  | 417  | 454  | 441  |

## Source de la traduction
- (en) Cet article est partiellement ou en totalité issu de l’article de Wikipédia en anglais intitulé « Micro, North Carolina » (voir la liste des auteurs).